# Holmtjärnen (Säfsnäs socken, Dalarna, 667309-141134)
Holmtjärnen är en sjö i Ludvika kommun i Dalarna och ingår i Göta älvs huvudavrinningsområde. Sjön har en area på 0,111 kvadratkilometer och ligger 246,2 meter över havet.

## Delavrinningsområde
Holmtjärnen ingår i det delavrinningsområde (667249-141159) som SMHI kallar för Mynnar i Gullspångsälven. Medelhöjden är 298 meter över havet och ytan är 8,8 kvadratkilometer. Räknas de 2 avrinningsområdena uppströms in blir den ackumulerade arean 60,36 kvadratkilometer. Röälven som avvattnar avrinningsområdet har biflödesordning 3, vilket innebär att vattnet flödar genom totalt 3 vattendrag innan det når havet efter 408 kilometer. Avrinningsområdet består mestadels av skog (83 procent). Avrinningsområdet har 0,11 kvadratkilometer vattenytor vilket ger det en sjöprocent på 1,2 procent.